# 复兴岛公园

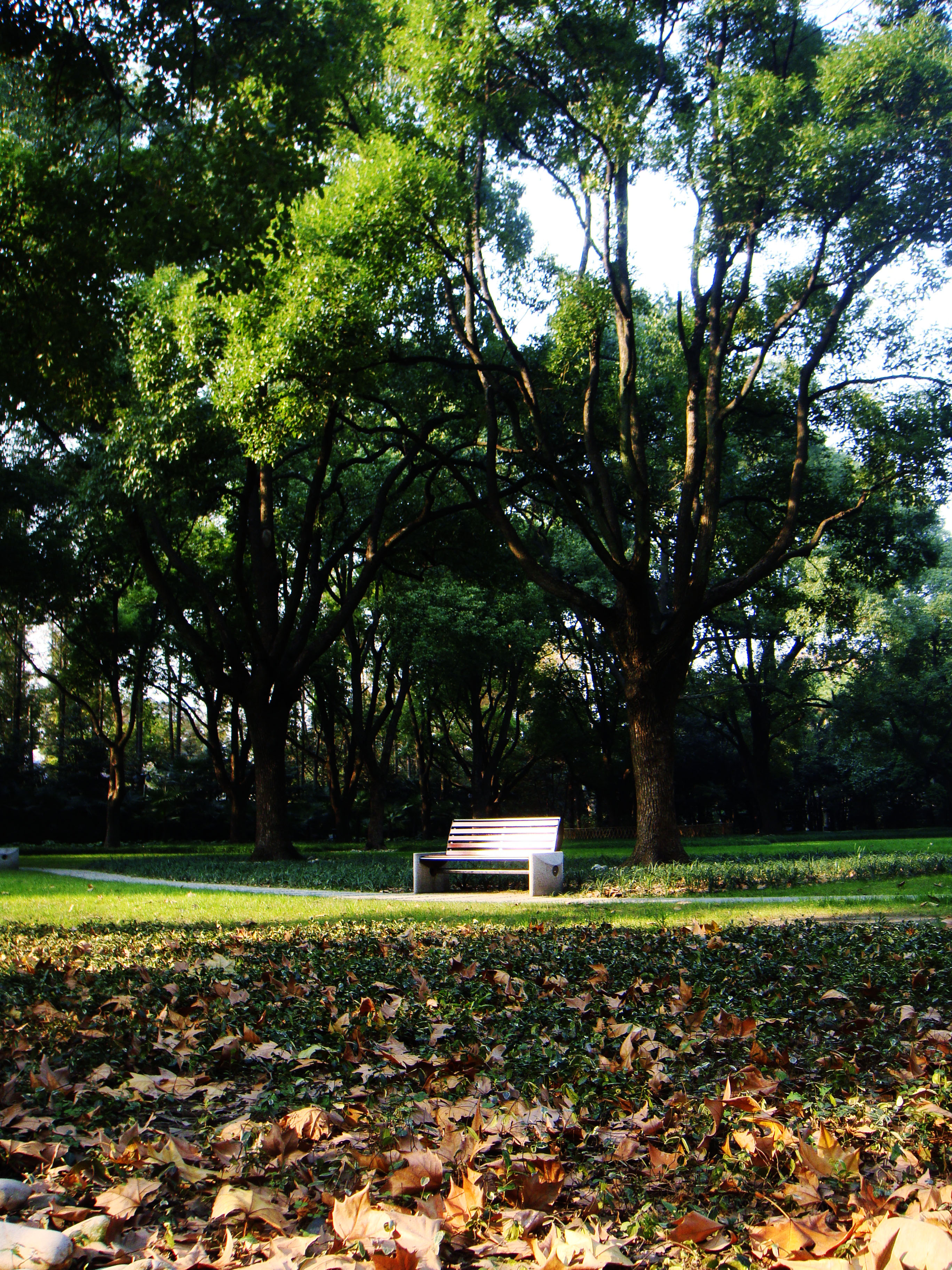
复兴岛公园中央草坪

复兴岛公园，位于上海市杨浦区复兴岛中部共青路386号。公园总面积4.19万平方米，始筑于1930年。初为上海浚浦局体育会。1949年以后由上海市港务局接管，并于1951年改建为公园对外开放。岛上有一日式别墅白廬，为蒋中正1949年在沪之最后住所。

## 历史
复兴岛公园所在的复兴岛，位于黄浦江下游中部，最初为一片沙滩，后经由上海浚浦局历时10年通过吹泥填滩的方式形成。1930年，今复兴岛中部的吹泥填滩工程基本完工，浚浦局于是在该处兴建体育会，供员工日常娱乐、锻炼之用。1937年8月13日，淞沪会战爆发，日军迅速进占该岛，划为禁区，更名为定海岛。同时，将岛上的浚浦局体育会进行改建。改建后的体育会，成为典型的日式庭院，院内遍植樱花。
1945年，为庆祝抗日战争胜利，该岛因此更名复兴岛。1948年10月，上海市政府将复兴岛归还浚浦局使用，同时在体育会内树立一块“复兴岛收回纪念碑”，该碑毁于1966年。1949年，上海政权更迭，上海市港务局接替上海市浚浦局使用该岛及岛上体育会。1951年1月，市港务局向上海市人民政府提议，将体育会改建为公园。市政府遂采纳该建议，交由当时上海市工务局园场管理处修整。同年5月28日，复兴岛公园正式对外开放。
最初开放时，公园以竹篱为围墙，院内道路以煤屑铺设。1972年，管理部门沿共青路兴建围墙及售票亭。1976年，园内煤屑路均改为混凝土和石块。2009年，上海市和杨浦区两级政府园林机构开始对该公园进行为期三个月的大规模整修。该年年底，工程完成，园林基本恢复原有旧貌，原有的水泥围墙均被拆除替换为原先的竹篱式样。

## 园林布景

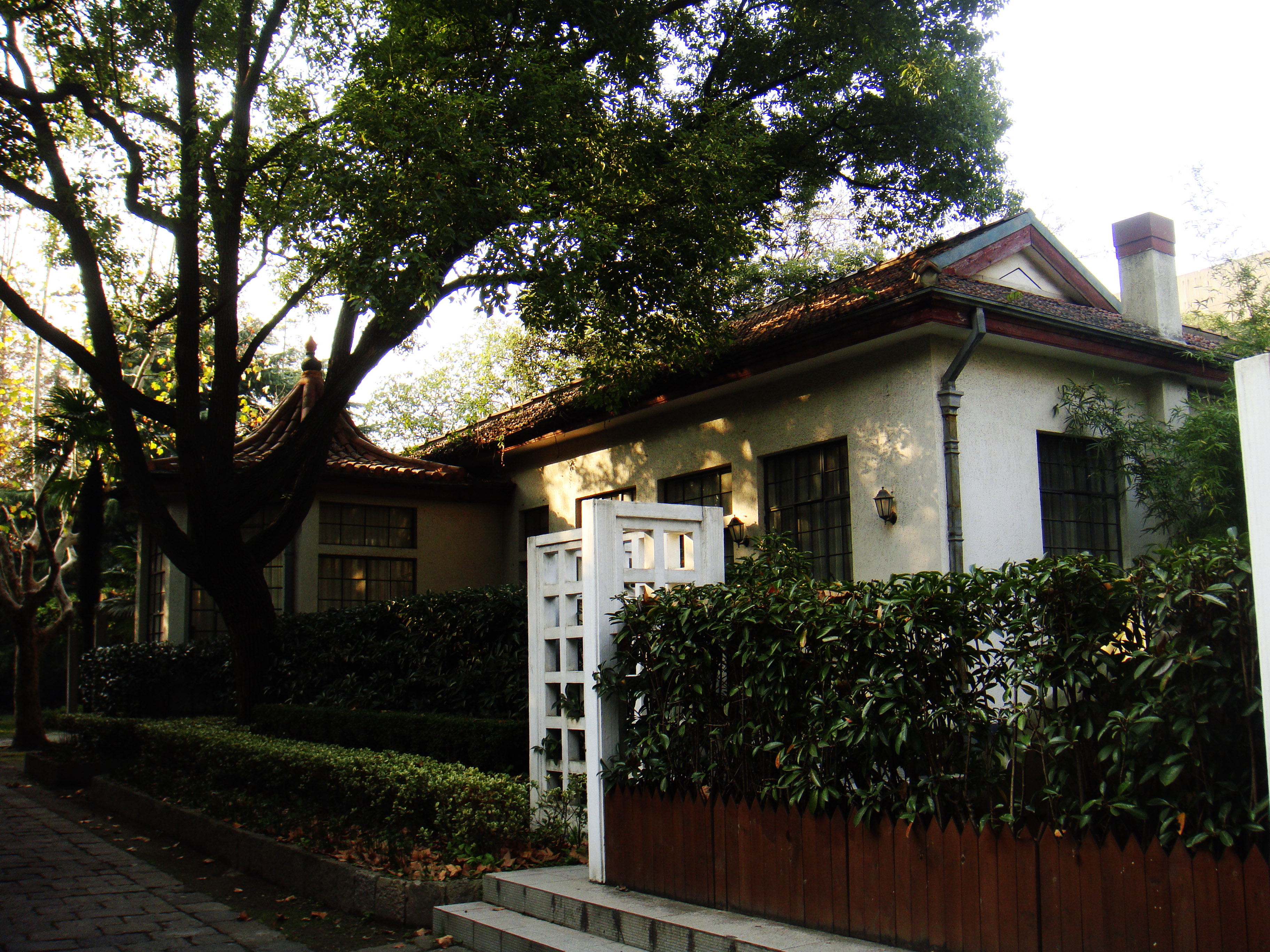
复兴岛公园中的白庐

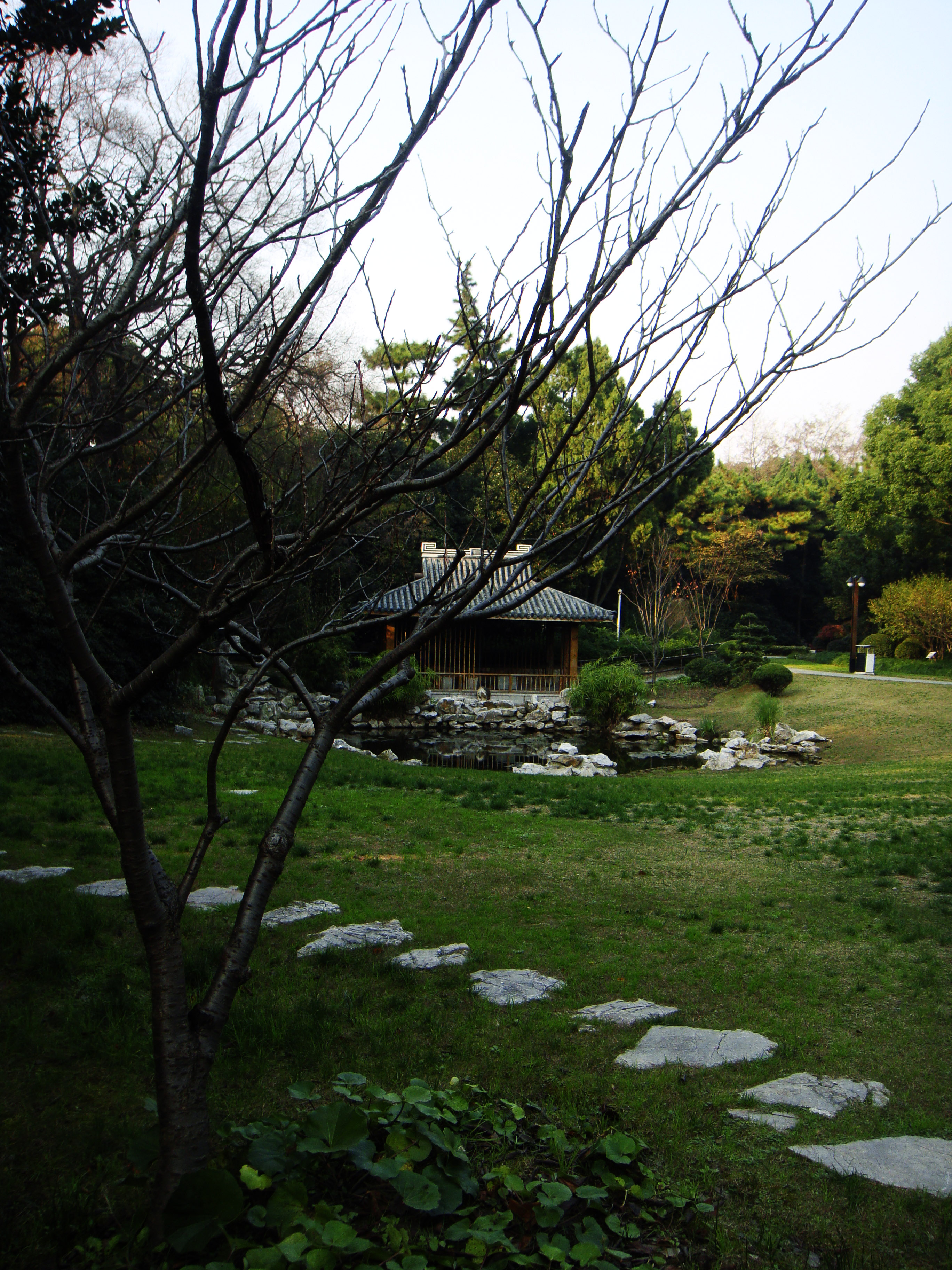
复兴岛公园中日式风格的庭院

公园以入口为中心，分为南北两部分。北侧以一万平方米的草坪主体，草坪中部遍植香樟，草坪北侧中央为当年浚浦局体育会遗存的别墅建筑，白庐。为砖木结构，配有紫藤棚架，门前有供进出乘凉的平台。1949年4月26日，蒋中正自宁波坐太康号军舰驶抵复兴岛公园码头，随即在岛上召开军事会议，部署上海防务。在沪的最后的半个月内居住于此，期间召见守卫上海的国军团以上军官，并向部分中央军校毕业生训话。5月7日，蒋中正由此坐江静轮离开上海本土。
公园南侧为明显的日本庭园风格，植有263株樱花以及翠竹、枫树等。庭园中部有一心字型水塘，水边建有一处日式水榭。庭园西侧有紫藤长廊一座，周边设有桂花林和小道。此外园内各处也分布有广玉兰、龙柏、水杉、黑松、海桐等其他植物共70余种。

## 公交
- 577路：复兴岛公园站
- 上海轨交12号线：复兴岛站
- 上海轮渡：定海桥渡口